# Cab-Chassis

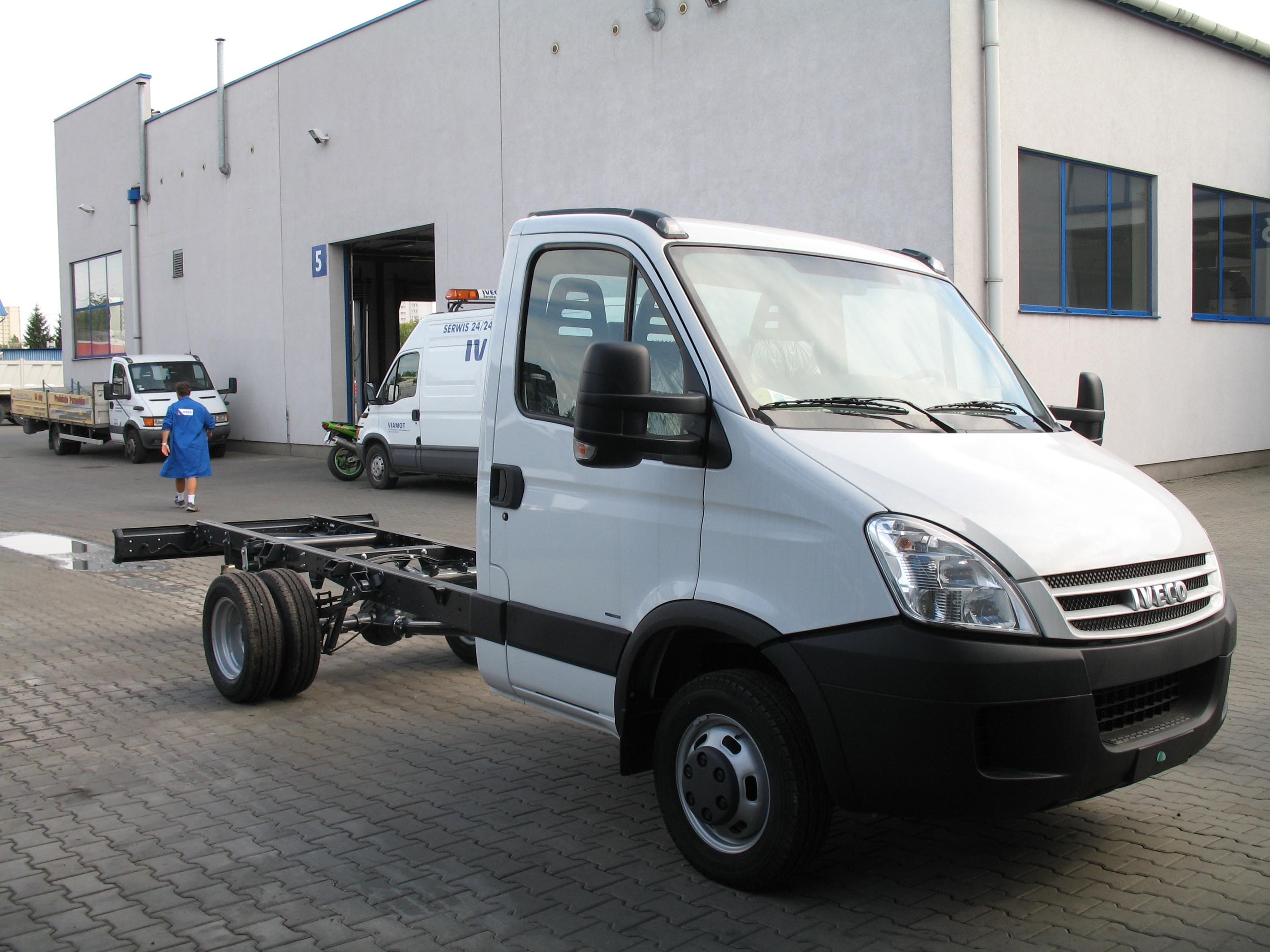
Iveco Daily als Chassis-Cabs

Cab-Chassis oder Chassis-Cab ist eine Bezeichnung aus dem Englischen und bedeutet Fahrgestell und Kabine. Es handelt sich um eine Bauweise, wie man sie häufig bei mittelschweren und Kleinlastwagen findet. Man versteht darunter eine Grundversion eines Fahrzeugs, die nur aus dem Führerstand und dem grundlegenden Fahrgestell besteht. Das heißt, dass hinter dem Fahrerhaus keine Ladefläche oder Ähnliches auf dem Rahmen des Chassis angebracht ist.
Diese Versionen erlauben also spezielle Aufbauten, zum Beispiel für Rettungswagen oder Feuerwehrfahrzeuge, die nachträglich hinter dem Führerhaus aufmontiert werden.